# Виртон
Виртон (на френски: Virton) е град в Южна Белгия, окръг Виртон на провинция Люксембург. Населението му е около 11 200 души (2006).